# آستانا
آستانا أو أستانا أو أستانة (باللغة الكازاخية: Астана؛ أي العاصمة)؛ هي عاصمة كازاخستان منذ عام 1998. في عهد الرئيس نور سلطان نزارباييف بعد استقلال كازاخستان أصبحت عاصمة البلاد بدلًا من مدينة آلما أتا الحدودية. يبلغ عدد سكانها 1,350,228 نسمة (1 ديسمبر 2022). تمثل آستانا المركز الرئيسي لخطوط السكك الحديدية في منطقة تشتهر بإنتاج الحبوب والماشية في كازاخستان، كما أنها مركز للصناعات الغذائية والتصنيع. تقع آستانا على نهر أشيم الذي يجري في السهول الشمالية الوسطى من كازاخستان.
نشأت المدينة عام 1810م بوصفها قاعدة عسكرية للجيش الروسي. ثم ما لبثت أن ازدهرت وأصبحت مدينة عرفت باسم أكمولنسك. وفي خمسينيات القرن العشرين عندما كانت كازاخستان إحدى جمهوريات الاتحاد السوفيتي السابق اختارت الحكومة المنطقة التي تقع فيها أكمولنسك لإقامة مشروع الأراضي العذراء، وهو مشروع للتنمية الزراعية. وفي عام 1961م، أطلق على أكمولنسك اسم تسلينوجراد الذي يعني مدينة الأراضي العذراء. وبعد تفكك الاتحاد السوفيتي عام 1991م، أصبحت كازاخستان دولة مستقلة، واتحذت المدينة اسمها الكازاخي أكمولا. وفي عام 1997م، تم نقل عاصمة كازاخستان من آلما آتا إلى أكمولا التي تقع وسط البلاد. وفي عام 1998م، أطلق على أكمولا اسم آستانا الذي يعني عاصمة في اللغة الكازاخية. آستانا تقع في وسط كازاخستان على نهر إيشيم في منطقة مستوية شبه صحراوية التي تغطي أغلب أرض البلاد وفي محافظة أقمولا.
سُمّيت ما بين عامي 2019 و 2022 باسم نور سلطان غداة استقالة الرئيس نور سلطان نزارباييف، وقد ألغى الرئيس قاسم جومارت توكاييف قرار تغيير اسم العاصمة «آستانا» إلى «نور سلطان» بموجب قانون صدر في 17 سبتمبر 2022، في قطيعة مع إرث الرئيس السابق نور سلطان.

## الجغرافيا
أستانة تقع في وسط كازاخستان على نهر إيشيم منطقة السهوب شبه القاحلة التي تغطي معظم أراضي البلاد. ارتفاع آستانا هو في 347 متراً (1,138 قدم) فوق مستوى سطح البحر. آستانا في المشهد السهوب الفسيحة في منطقة انتقالية بين شمال كازاخستان ومركز وطني استقر رقيقة للغاية، وذلك بسبب نهر إيشيم. الأحياء القديمة تقع شمال نهر إيشيم، في حين أن الأحياء الجديدة تقع جنوب نهر إيشيم.
تبلغ مساحة المدينة 72,2 ألف هكتار بما فيها بلدية الحي إيـِسيل ومساحتها 31,2 ألف هكتار وبلدية الحي ألماطي ومساحتها 21,4 ألف هكتار وبلدية الحي ساري آرقا ومساحتها 19,6 ألف هكتار.

## المناخ
أستانة تقع في شمال كازاخستان ومناخها قاري تتساقط الأمطار في فصل الصيف والصيف قصير ومعتدل وينزل الصقيع في وقت مبكر من الخريف والشتاء طويل وشديد البرودة وتنخفض فيه الحرارة إلى 51 درجة مئوية تحت الصفر

## الاقتصاد
يعتمد اقتصاد آستانا على التجارة والإنتاج الصناعي والنقل والاتصالات والتشييد والبناء. يتركز الإنتاج الصناعي للمدينة بشكل رئيسي على إنتاج مواد البناء والمواد الغذائية والهندسة الميكانيكية (تهتم الهندسة الميكانيكية بتصميم وتصنيع وتشغيل وتطوير الآلات أو الأجهزة المستخدمة في مختلف قطاعات النشاطات الاقتصادية).
تُعد آستانا مركزًا رئيسيًا لمبادرة الحزام والطريق، ولا سيما الخدمات المالية والخدمات القانونية المرتبطة بمشروعات المبادرة، (مبادرة الحزام والطريق: هي استراتيجية عالمية لتطوير البنية التحتية تبنتها الحكومة الصينية).
تُعتبر آستانا هي المدينة الرائدة في منطقة رابطة الدول المستقلة بحسب تصنيف مؤشر المراكز المالية العالمية في عام 2022.
افتُتح مركز آستانا المالي الدولي في يوليو 2018 ليصبح مركزًا للخدمات المالية في منطقة آسيا الوسطى.
كما أن آستانا هي المقر الرئيسي للمؤسسات المملوكة للدولة كسامروك كازينا (هو صندوق ثروة سيادية وشركة مساهمة في كازاخستان تمتلك عددًا من الشركات الكبرى في البلاد)، وكازاخستان تيمير جولي (وهي شركة السكك الحديدية الوطنية)، وكاز موناي غاز (وهي شركة وطنية لاستخراج الغاز والنفط)، وكاز ترانس أويل (وهي شركة لنقل النفط)، وكازاتومبروم (وهي شركة للمناجم)، وكيجوك (وهى شركة لتشغيل شبكة الكهرباء)، وكازبوست (وهى شركة خدمة البريد الوطنية)، وكازاخستان تيليكوم (وهي أكبر شركة اتصالات في كازاخستان).
أعطى نقل عاصمة كازاخستان من مدينة آلما آتا الحدودية إلى مدينة آستانا التي تقع وسط البلاد دفعة قوية للتنمية الاقتصادية في العاصمة الجديدة. اجتذب معدل النمو الاقتصادي المرتفع للمدينة العديد من المستثمرين. ما أدى إلى زيادة حجم الاستثمارات بنحو 30 ضعفًا، وزيادة الناتج الإقليمي الإجمالي بمقدار 90 ضعفًا، وزيادة الإنتاج الصناعي بمقدار 11 ضعفًا – وذلك خلال السنوات الـ16 التي تلت تحول آستانا إلى أن تصبح عاصمة البلاد. يشكل إجمالي الناتج الإقليمي للمدينة حوالي 8.5 بالمائة من إجمالي الناتج المحلي لجمهورية كازاخستان.
أُنشئت المنطقة الاقتصادية الخاصة في آستانا، المدينة الجديدة عام 2001 للمساعدة في تطوير الصناعة وزيادة جاذبية المدينة للمستثمرين. تخطط المنطقة الاقتصادية الخاصة لإطلاق خمسة مشاريع بقيمة 20 مليار تينغ كازاخستاني (حوالي 108 مليون دولار) في المنطقة الصناعية رقم 1 عام 2015. وتشمل المشاريع بناء مصنع لإنتاج محركات الديزل، ومجمع للوجبات السريعة، ومستودعات تخزين مؤقتة ومركز أعمال، ومصنع للأثاث، وكذلك إنتاج الآلات الهندسية العسكرية والمدنية. افتُتح مركز آستانا المالي الدولي الجديد في يوليو 2018.
تعمل إدارة آستانا على تعزيز تنمية الشركات الصغيرة والمتوسطة من خلال التعاون مع صندوق الرعاية الوطنية السيادي سامروك كازينا والغرفة الاقتصادية الوطنية. يقوم برنامج خاص للتمويل بتوفير الدعم لتلك الشركات، فارتفع نتيجة لذلك عدد الشركات الصغيرة والمتوسطة بنسبة 13.7% ليصل إلى أكثر من 96,000 شركة مقارنة بالعام السابق وذلك اعتبارًا من 1 يوليو 2015. علاوة على ذلك فقد ارتفع عدد الأشخاص العاملين في الشركات الصغيرة والمتوسطة بنسبة 17.8٪ ليصل إلى أكثر من 234,000 شخص اعتبارًا من 1 أبريل 2015.
أُدرجت مدينة آستانا ضمن قائمة أفضل 21 مجتمعًا ذكيًا في العالم، وذلك وفقًا للتقرير الصادر عن منتدى المجتمع الذكي في أكتوبر 2016. وتشمل قائمة التصنيف المدن والمناطق والمجتمعات التي تستخدم الأدوات الرقمية لبناء الاقتصاد والمجتمع المحلي.
اجتذبت آستانا في عام 2018 أكثر من ثلاثة تريليونات تينغ كازاخستاني (7.91 مليار دولار أمريكي) من الاستثمار الأجنبي المباشر، وهو ما يُعد مبلغًا قياسيًا بالنسبة للمدينة. وقد تحقق هذا النمو بسبب العدد الكبير من مشروعات التشييد والبناء.
كما أصبحت السياحة أحد العوامل التي تحفز النمو الاقتصادي في المدينة. حيث تُعد آستانا من بين المدن العشرة الأولى الأكثر جاذبية للسياح في رابطة الدول المستقلة (CIS).

## إكسبو 2017
قد يرى البعض العاصمة الكازخية «أستانة» مدينة من عجائب العالم، لأنها بـنيت في وقت قصير جدا، في حين يرى الكازاخ أنهم ليسوا وحدهم من بنى آستانا، بل العالم كله شاركهم بنائها، ولذلك استضافت آستانا العالم في «إكسبو 2017».
ويعتبر معرض العالم ثالث أكبر حدث دولي بعد دورة الألعاب الأولمبية وكأس العالم لكرة القدم. ويقام المعرض الدولي «إكسبو» في جميع أنحاء العالم منذ 1851.
وتم اختيار أستانة في عام 2012 لاستضافة الحدث لنسخة 2017، ومنذ اختيارها، تتحضر العاصمة لاستقبال مئات الشركات والمؤسسات، وملايين الزائرين.
وعلى الرغم من أن كازاخستان تمتلك مصادر غنية من الطاقة، إلا أنها تقاسم العالم الهموم الناتجة عن مخاطر نضوب مصادر الطاقة التقليدية وضررها على البيئة، ولهذا السبب دعت آستانا المجتمع الدولي للتفكير الجماعي في قضية "طاقة المستقبل" خلال معرض "إكسبو 2017.

## الديموغرافيات
اعتبارًا من 1 ديسمبر 2022 بلغ عدد سكان آستانا 1،350،228 نسمة.
تصنيف الجماعات العرقية في مدينة آستانا لعام 2020:
| الجماعات العرقية | الجماعات العرقية |
| ---------------- | ---------------- |
| كازاخ            | 79.1%            |
| روس              | 12.85%           |
| أوكران           | 1.32%            |
| تتار             | 1.08%            |
| أوزبك            | 0.96%            |
| أخرى             | 4.65%            |

التصنيف الديني لسكان آستانا لعام 2021:
| \| Religion in Astana (2021)[21] \| Religion in Astana (2021)[21] \| Religion in Astana (2021)[21] \| Religion in Astana (2021)[21] \| Religion in Astana (2021)[21] \| \| ----------------------------- \| ----------------------------- \| ----------------------------- \| ----------------------------- \| ----------------------------- \| \| الدين \| الدين \| \| النسبة \| النسبة \| \| الإسلام \| الإسلام \| \| 78.48% \| 78.48% \| \| المسيحية \| المسيحية \| \| 10.99% \| 10.99% \| \| أديان أخرى \| أديان أخرى \| \| 0.30% \| 0.30% \| \| الإلحاد \| الإلحاد \| \| 2.31% \| 2.31% \| \| لم يفصحوا \| لم يفصحوا \| \| 7.92% \| 7.92% \| |            |  |        |        |
| Religion in Astana (2021) |            |  |        |        |
| الدين | الدين      |  | النسبة | النسبة |
| الإسلام | الإسلام    |  | 78.48% | 78.48% |
| المسيحية | المسيحية   |  | 10.99% | 10.99% |
| أديان أخرى | أديان أخرى |  | 0.30%  | 0.30%  |
| الإلحاد | الإلحاد    |  | 2.31%  | 2.31%  |
| لم يفصحوا | لم يفصحوا  |  | 7.92%  | 7.92%  |

## التطور
خلال العمل على التصميم والأفكار المعمارية للمدينة، أخذ الخبراء بعين الاعتبار فكرة الرئيس نور سلطان نزارباييف لإضفاء مظهر أوروآسيوي على المدينة. وقام بتصميم مخطط تطوير آستانا المهندس المعماري الياباني المعروف كيشو كوروكاوا صاحب مشروعات بناء شهيرة في العالم، مثل متحف فان غوخ في أمستردام، ومطار كوالالمبور الدولي، ومتحف الأثنولوجيا الوطني في أوساكا.
وجمعت إبداعات كيشو كوروكاوا المعمارية بين التصميم الحديث والصبغة الآسيوية، وهذا ما يمنح آستانا مظهراً لن يتكرر، في حين تستطيع المدينة الآن التنافس مع طوكيو ونيويورك ودبي، من حيث ارتفاع مبانيها.
كذلك أصبحت آستانا ميدان اختبار لأفكار المهندس البريطاني البارز نورمان فوستر، الذي يعرف باسم سيد عمارة التكنولوجيا الفائقة. ونورمان فوستر هو الذي بنى جسر الألفية في لندن وأكبر مطار في العالم في بكين، ورمم البوندستاغ في برلين.
وفي أستانة صمم نورمان فوستر مبنى قصر السلام والوئام الذي يعتبر بيت الأديان الأكثر فرادة في العالم. كما صمم فريق المعماري البريطاني المركز الترفيهي الجديد للعاصمة الكازاخستانية.
في يوليو 1999 حصلت أستانة على جائزة اليونسكو «مدينة العالم»، وفي عام 2003 ذكرت من قبل وكالة التصنيف الرائدة في العالم مووديز إينفيستورز سيرفيس.
وأصبحت العاصمة الكازاخستانية الفتية جزءاً مهماً من «العلامة المميزة لكازاخستان»، ومفخرة للبلد وشعبه ورئيسه. وفي أحد لقاءاته مع الصحافيين أعلن الرئيس الكازاخستاني قائلاً: «لدينا خطط هائلة، وأعتقد أنه على الأغلب سيتم الانتهاء من بناء المدينة بحلول عام 2012، وستعيش المدينة بشكل مستقل، ولن تتوقف عن التطور».
وبالفعل تنمو العاصمة وتتحول لتصبح المكان الأكثر جاذبية للقدوم والإقامة لمواطني كازاخستان والضيوف من الخارج. وتشغل آستانا اليوم 2710 كيلومترات مربعة، في حين يبلغ عدد سكانها أكثر من 700 ألف شخص.
الطراز المعماري للمدينة الذي يجمع بين أفضل تقاليد الثقافات الأوروبية والشرقية يعكس تماماً مظهر العاصمة الجديدة مركزاً وطنياً للاقتصاد والسياسة والثقافة.
في غضون فترة قصيرة جداً من الوقت تغير المشهد الحضري للمدينة بشكل جذري، ومازالت المدينة مستمرة في تحولها إلى العصرية.
كذلك تبدو آستانا في الليل رائعة مع الإضاءة الاصطناعية لمبانيها، وأضواء شوارعها، وأكاليلها، والألوان المتعددة لنوافيرها على نهر إيشيم، ومصابيح جسورها، والواجهات المضاءة لمحالها وحاناتها ونواديها الليلية.
تعكس أستانة حقائق كازاخستان المعاصرة كبلد متعدد الأعراق والأديان، فقد عاش هنا في كازاخستان ممثلو كل الأجناس والأعراق والأديان العظيمة وعملوا معاً.
وليس من قبيل المصادفة أن أصبحت آستانا مكاناً لتنظيم المنتديات الضخمة، حيث تناقش على نطاق واسع قضايا العلاقات بين الأعراق والتعاون بين الأديان، فمراراً استضافت آستانا منتديات قادة الأديان العالمية.
وفي عام 2011 نظمت في آستانا دورة الألعاب الآسيوية، وأصبحت مقراً لكل من منظمة شنغهاي للتعاون القمة والجمعية العالمية للكازاخيين، وتمخض عن هذه المنتديات قرارات ذات تأثير في النطاق العالمي.
علاوة على ذلك، تمكن جميع زعماء العالم الذين زاروا أستانة من الحصول على تصور عام حول كازاخستان كبلد أوروآسيوي ديناميكي التطور.
لقد أصبحت أستانة المعاصرة وبحق رمزاً لانتصار الفكرة الوطنية والنزاهة. ويرتبط مستقبل كازاخستان ارتباطاً وثيقاً بمستقبل أستانة التي كان ينظر إليها منذ زمن قريب فقط عاصمةً جديدة، أما اليوم فهي في الواقع جزء لا يتجزأ من الصورة الجديدة لكازاخستان البلد الذي يمضي قدماً نحو القرن الحادي والعشرين.

## توأمة المدن
أقامت أستانة شراكات رسمية مع 18 مدينة. المدن المتوأمة مع أستانة والمدن الشقيقة هي:
| - 1996 غدانسك، بولندا - 1996 سانت بطرسبرغ، روسيا - 1996 تبليسي، جورجيا - 1998 ريغا، لاتفيا - 2001 أنقرة، تركيا - 2002 وارسو، بولندا | - 2004 بانكوك، تايلاند - 2004 قازان، روسيا - 2004 مانيلا، الفلبين - 2004 سيوول، كوريا الجنوبية - 2005 عمان، الأردن - 2006 بكين، الصين | - 2009 هانوي، فيتنام - 2010 أوفا، روسيا - 2011 بيشكك، قيرغيزستان - 2013 أولو، فنلندا - 2014 نيس، فرنسا - 2014 زغرب، كرواتيا |

## معرض صور

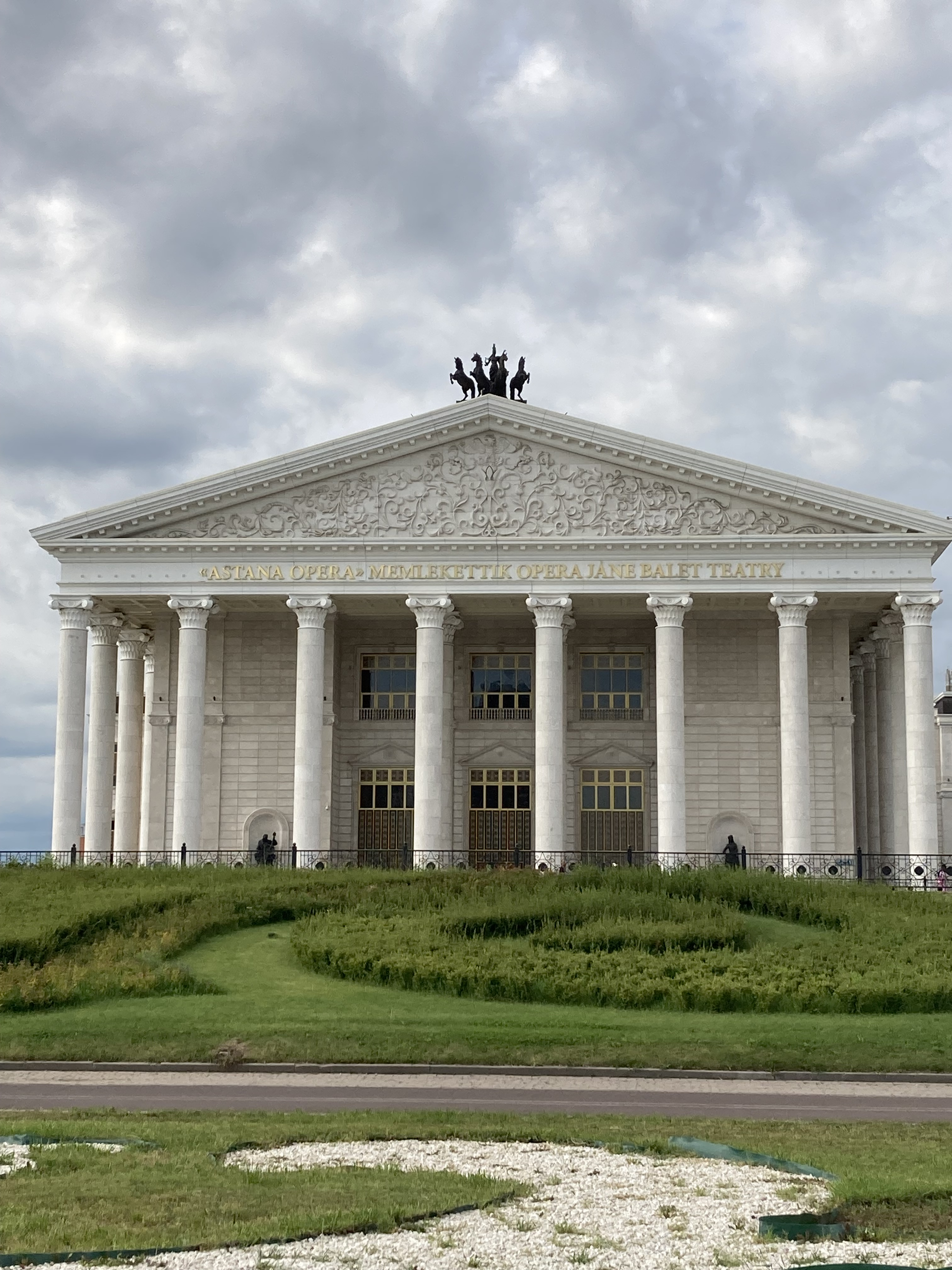
دار أوبرا آستانا
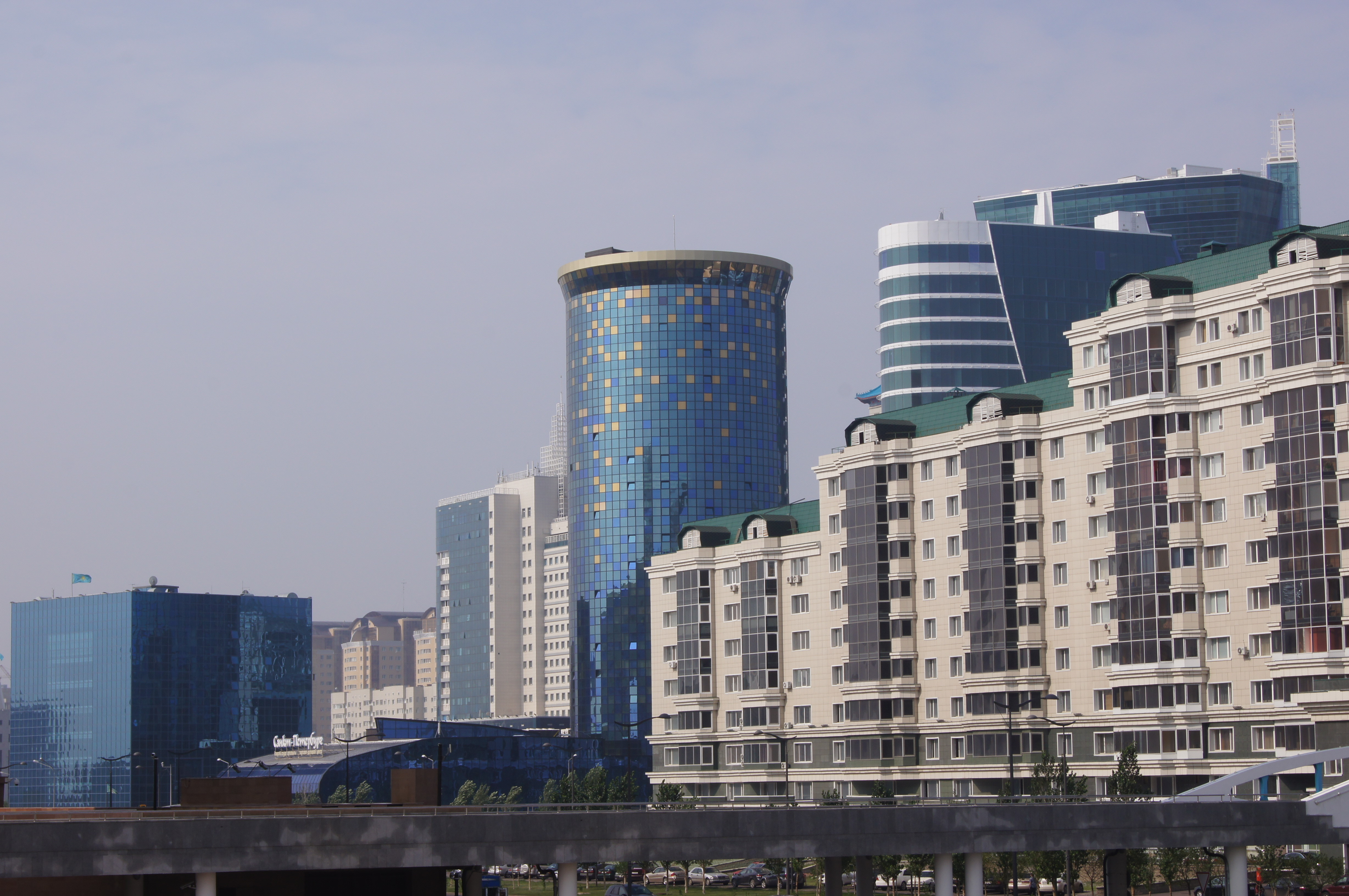
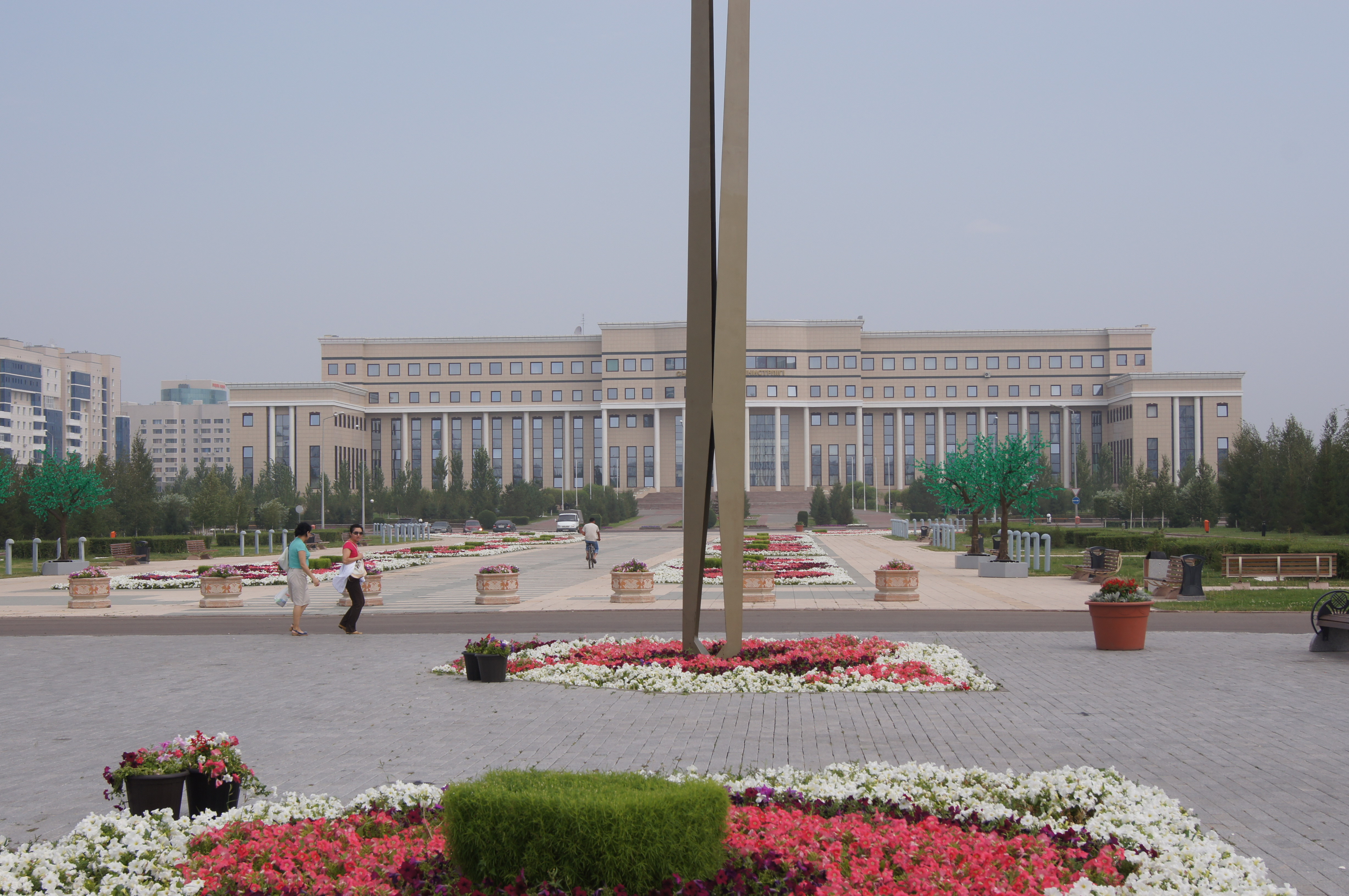
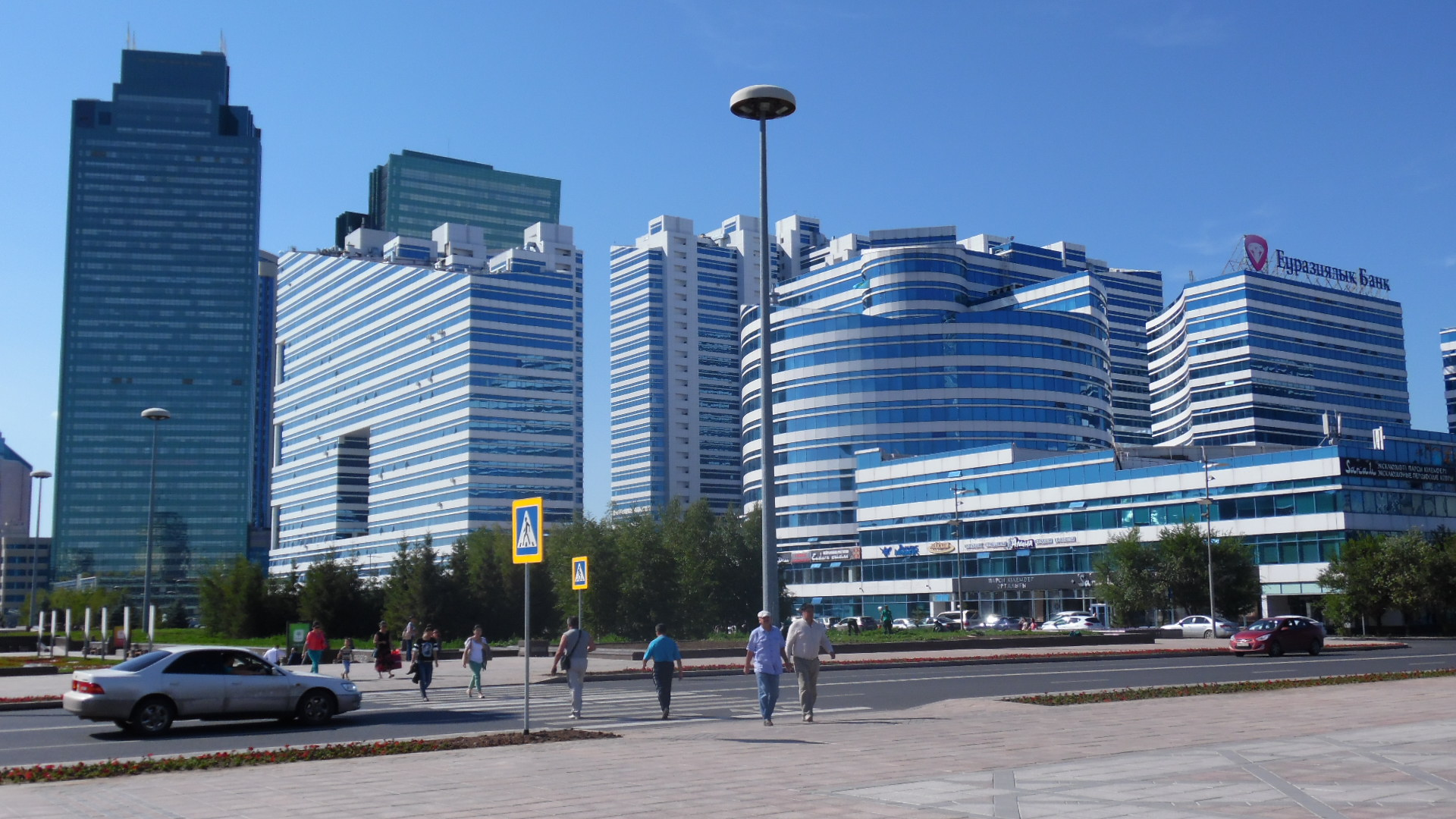
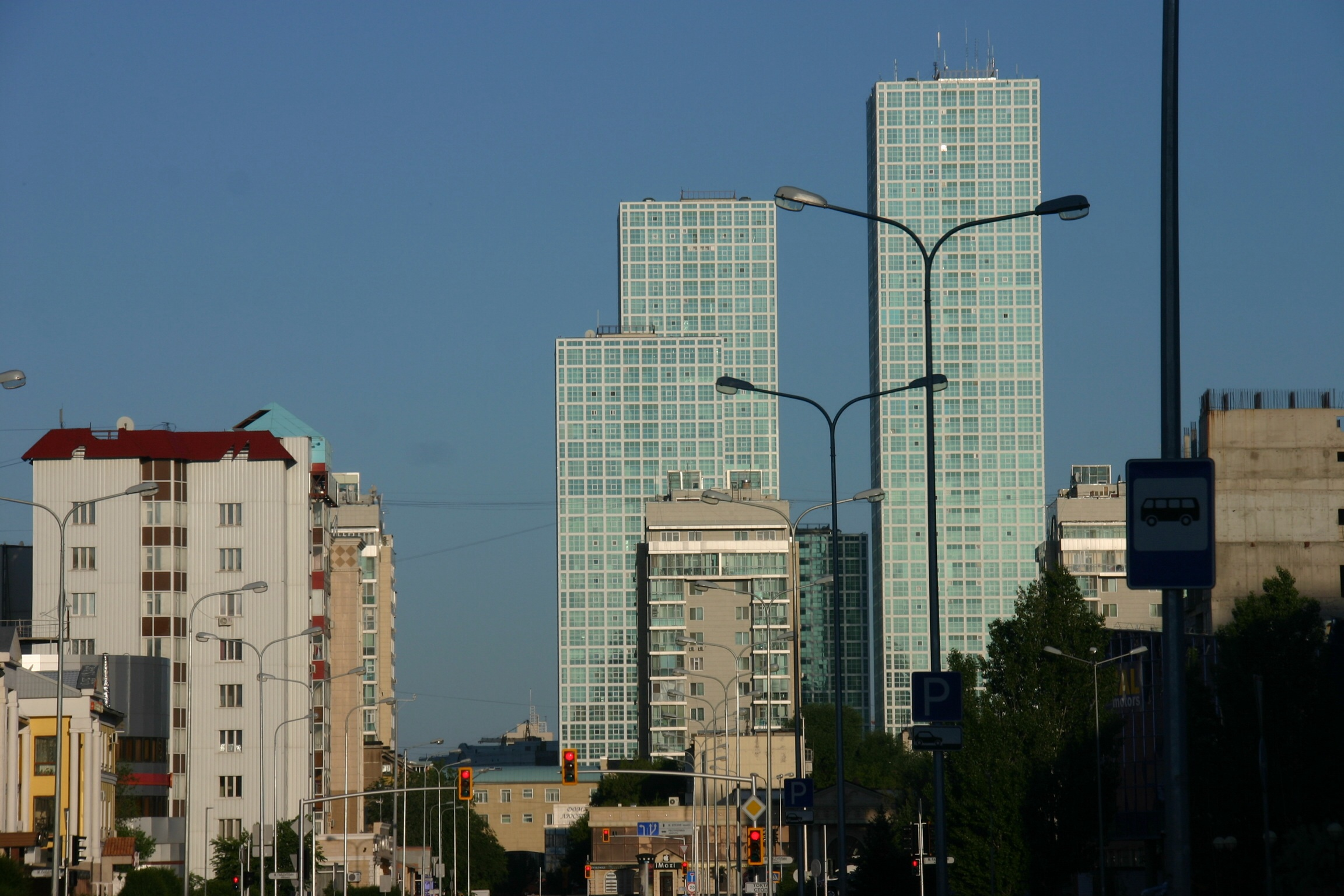